# Pomasia punctaria
Pomasia punctaria är en fjärilsart som beskrevs av George Francis Hampson 1912. Pomasia punctaria ingår i släktet Pomasia och familjen mätare. Inga underarter finns listade i Catalogue of Life.